# Пам'ятник Республіці (Стамбул)
Пам'ятник Республіці (тур. Cumhuriyet Anıtı) — визначний пам'ятник, розташований на площі Таксім у Стамбулі, Туреччина, на честь утворення Турецької Республіки в 1923 році.
Спроєктований італійським скульптором П’єтром Канонікою та побудований за два з половиною роки за фінансової підтримки населення. Відкриття провів доктор Хаккі Сінасі Паша 8 серпня 1928 року.

## Опис
Пам'ятник заввишки 11 м зображує засновників Турецької Республіки, з помітними зображеннями Мустафи Кемаля Ататюрка, Ісмета Іньоню та Февзі Чакмака. Пам'ятник має дві сторони: одна звернена на північ, зображує Ататюрка у військовій формі під час Війни за незалежність Туреччини, тоді як сторона, звернена на південь (до пішохідної вулиці Істікляль), зображує Ататюрка і його товаришів у сучасному одязі; перший символізує його роль як військового головнокомандувача, а другий — як державного діяча.
Семен Іванович Аралов, посол РРФСР в Анкарі під час турецької війни за незалежність, знаходиться серед групи людей позаду Ататюрка (його фігура в кашкеті стоїть позаду Ісмета Іненю, на південному фасаді пам'ятника). Його присутність на монументі, встановленому за наказом Ататюрка, вказує на фінансову та військову допомогу, надіслану Володимиром Леніним у 1920 році в розпал війни за незалежність Туреччини (1919 — 1922).
Цей монумент є важливим місцем, де проводяться офіційні церемонії з нагоди національних свят.